# 豊富村 (兵庫県)
豊富村（とよとみむら）は、兵庫県神崎郡にあった村。現在の姫路市豊富町各町にあたる。

## 地理
- 山岳 ： 畑山
- 河川 ： 市川

## 歴史
- 1889年（明治22年）4月1日 - 町村制の施行により、神東郡豊富村・御蔭村・神谷村の区域をもって発足。
- 1896年（明治29年）4月1日 - 所属郡が神崎郡に変更。
- 1956年（昭和31年）4月3日 - 船津村・山田村と合併して神南町が発足。同日豊富村廃止。

## 交通

### 道路
現在は旧村域に播但連絡道路の豊富ランプが所在するが、当時は未開通。